# Stacy Martin

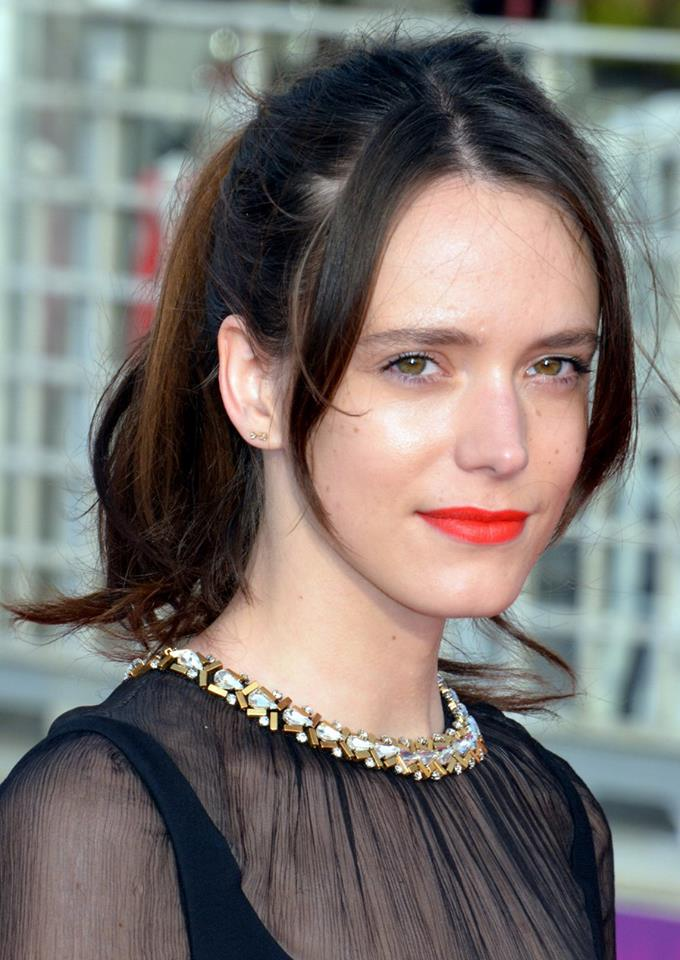
Stacy Martin (Cabourg 2018)

Stacy Martin (ur. 20 marca 1990 w Paryżu) – angielsko-francuska aktorka filmowa.
Zasiadała w jury konkursu głównego na 76. MFF w Wenecji (2019) oraz w jury sekcji "Cinéfondation" na 72. MFF w Cannes (2019).

## Filmografia
| Rok  | Tytuł                      | Rola                          | Uwagi           |
| ---- | -------------------------- | ----------------------------- | --------------- |
| 2013 | Nimfomanka                 | młoda Joe                     |                 |
| 2015 | Pentameron (Tale of Tales) | młoda Dora                    |                 |
| 2015 | Subjective Reality         | Model                         | krótkometr.     |
| 2015 | Wycieczka z trupem         | Anita                         |                 |
| 2015 | Dzieciństwo wodza          | The Teacher                   |                 |
| 2015 | Tadż Mahal                 | Louise                        |                 |
| 2015 | High-Rise                  | Fay                           |                 |
| 2015 | Winter                     | Sophie                        |                 |
| 2017 | The Last Photograph        | Bird                          |                 |
| 2017 | Redoubtable                | Anne Wiazemsky                |                 |
| 2017 | Wszystkie pieniądze świata | asystentka J. Paula Getty’ego |                 |
| 2018 | Treat Me Like Fire         | Ella                          |                 |
| 2018 | Rosy                       | Rosy                          |                 |
| 2018 | Na zawsze razem            | Léna                          |                 |
| 2018 | Vox Lux                    | Eleanor                       |                 |
| 2019 | Casanova, Last Love        | Marianne de Charpillon        |                 |
| 2020 | Dom nocny                  | Madelyne                      |                 |
| 2020 | Godzina zmierzchu          | Charlotte Carson              |                 |
| 2020 | Archiwum                   | Jules Almore J3/J2 (głos)     |                 |
| 2020 | Kochankowie                | Lisa Redler                   |                 |
| 2021 | Wąż                        | Juliette Voclain              | miniserial      |
| 2021 | Szalony świat Louisa Waina | Felicie Wain                  |                 |
| 2022 | I Love Greece              | Marina                        |                 |
| 2023 | La Graine                  | Inès                          |                 |
| 2023 | Państwo Bonnard            | Renée Monchaty                |                 |
|      | Halo of Stars              | Girl in Night Store           | w postprodukcji |